# Oppenau
Oppenau – miasto w Niemczech, w kraju związkowym Badenia-Wirtembergia, w rejencji Fryburg, w regionie Südlicher Oberrhein, w powiecie Ortenau, siedziba związku gmin Oberes Renchtal. Leży w Schwarzwaldzie, nad rzeką Rench, ok. 15 km wschód od Offenburga, przy drodze krajowej B28.

## Galeria

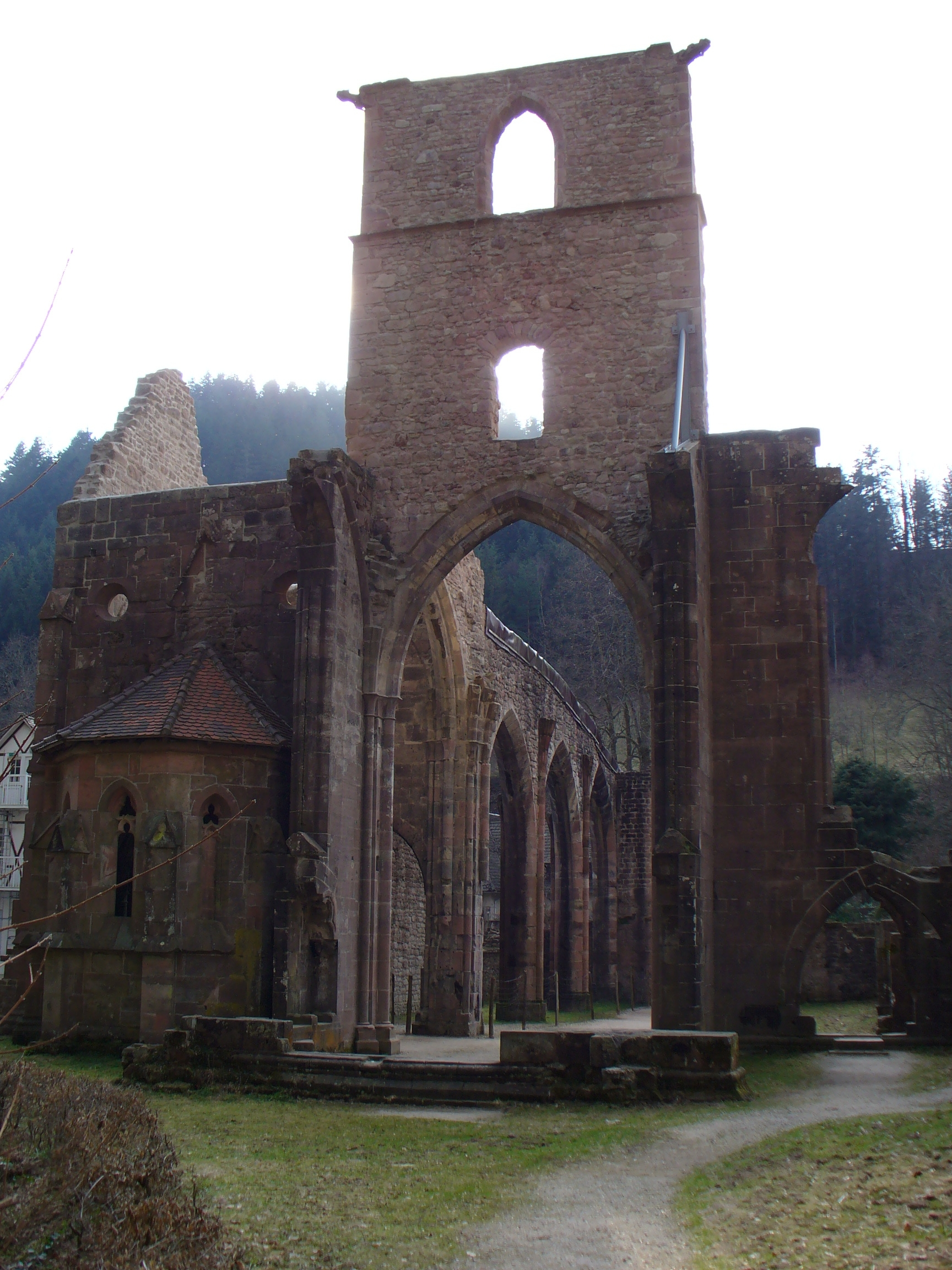
Ruiny klasztoru Wszystkich Świętych Allerheiligen
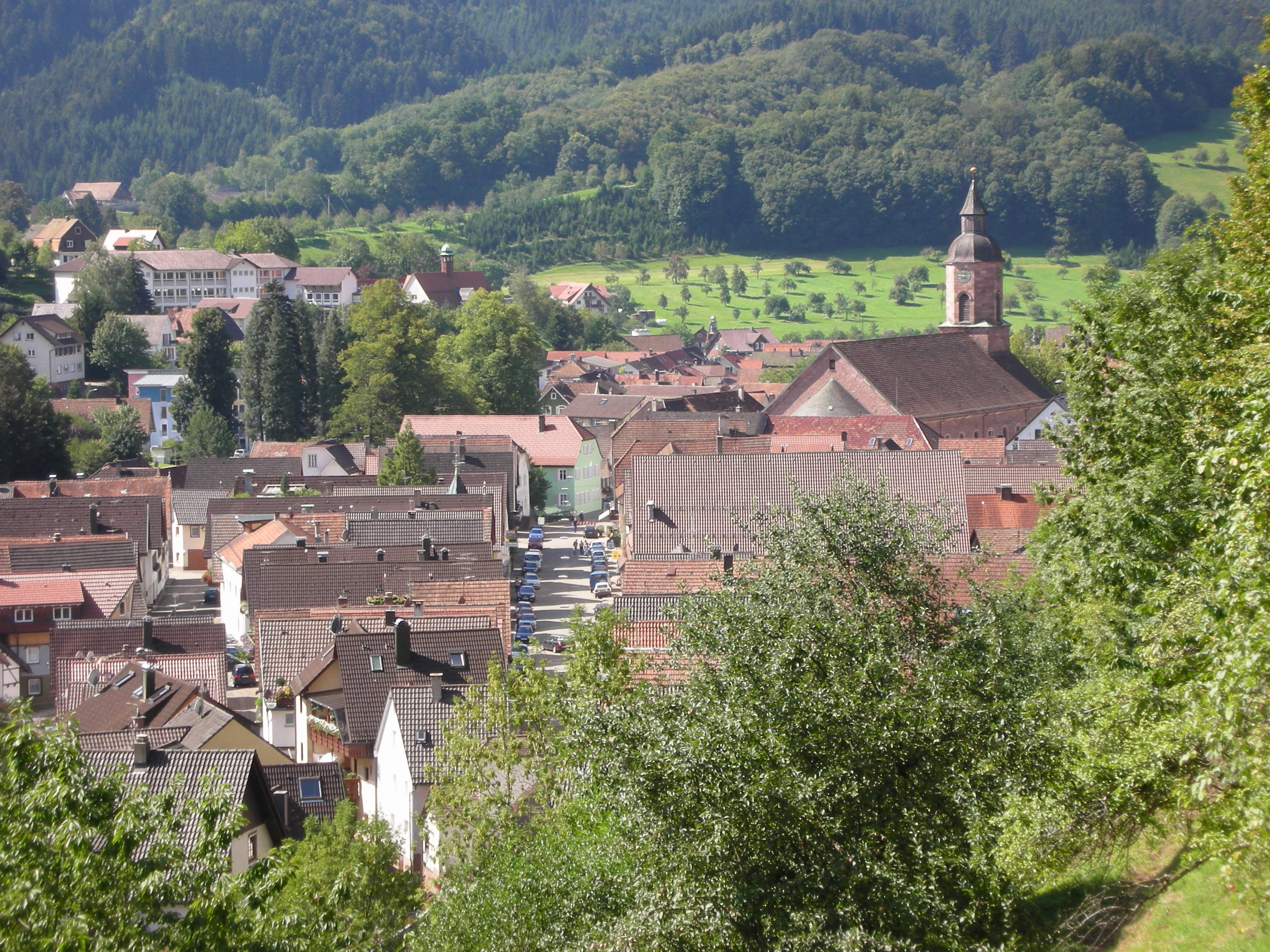
Oppenau, ulica Hauptstraße
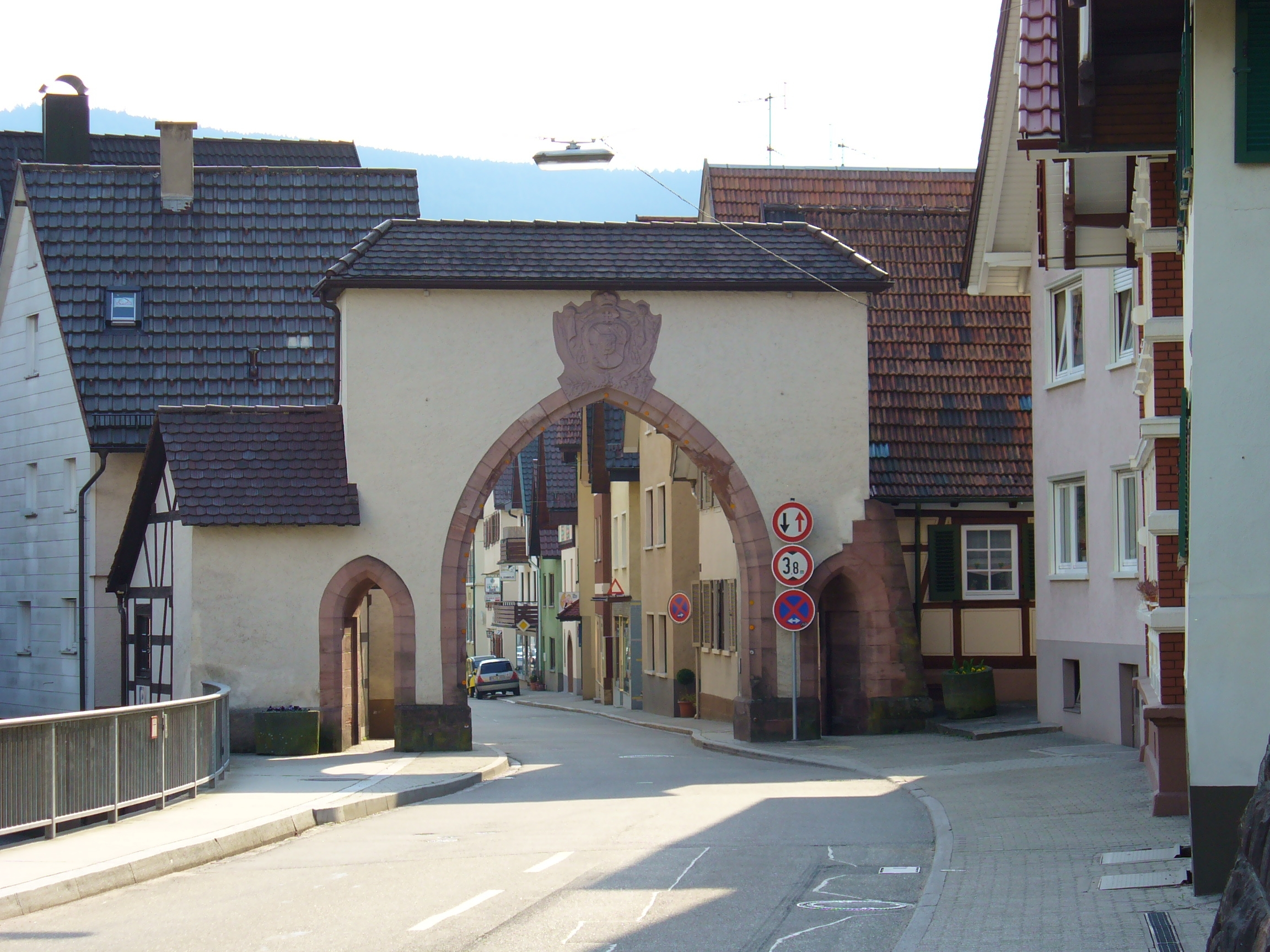
Brama miejska